# Amama Mbabazi
Patrick Amama Mbabazi (16 de janeiro de 1949, Distrito de Kabale) é um advogado e político, foi primeiro-ministro de Uganda, na África, cargo que ocupou de maio de 2011 até setembro de 2014.
Ele também já foi ministro da segurança entre fevereiro de 2009 a maio de 2011.